# Робърт Трухильо
Робърт Трухильо (Robert Trujillo) е американски басист, роден на 23 октомври 1964 в Санта Моника, Калифорния. Преди да се присъедини към Металика през 2003 г. свири с Ози Озбърн.

## Биография

### Ранни години
Пълното му истинско име е Роберто Аугустин Мигел Сантяго Самуел Трухийо Веракруз (Roberto Augustin Miguel Santiago Samuel Trujillo Veracruz). Баща му е бил учител в местната гимназия.

### Кариера
Кариерата си на рок музикант Трухильо стартира в пънк метъл групата Suicidal Tendencies, на която е съосновател. През годините свири последователно в групите Infections Grooves и Black Label Society, като междувременно участва и в няколко турнета от фестивала Озфест като басист на Ози Озбърн, преди да премине през 2003 в Metallica, заемайки мястото на напусналия Джейсън Нюстед.

## Стил на свирене
Трухильо е прочут със своя зрелищен стил на свирене и държание на сцената, като една от запазените му марки по време на концерти е да свири в почти клекнало положение.